# Godlia (metrostation)
Godlia is een metrostation in de Noorse hoofdstad Oslo. Het station werd geopend op 10 januari 1926 en wordt bediend door lijn 3 van de metro van Oslo.